# 強棘等銼甲鯰
強棘等銼甲鯰，為輻鰭魚綱鯰形目甲鯰科的一個種，為熱帶淡水魚，分布於南美洲厄瓜多爾淡水流域，體長可達56.5公分，棲息在底層水域，生活習性不明，可作為觀賞魚及食用魚。